# Логан (река)
Логан (англ. Logan River) — река в штате Юта, США. Приток реки Литл-Бэр, которая в свою очередь является притоком реки Бэр. Длина составляет около 86,4 км.
Берёт начало в районе горного хребта Бэр-Ривер и течёт на юг, а затем на юго-запад, через каньон Логан и национальный лес Уосатч-Каче. Далее протекает через город Логан и долину Каче, где и впадает в реку Литл-Бэр в нескольких милях к западу от города Логан и в 8 км к югу от устья Литл-Бэр. На реке имеется 3 плотины.